# Beyendorfer Teich

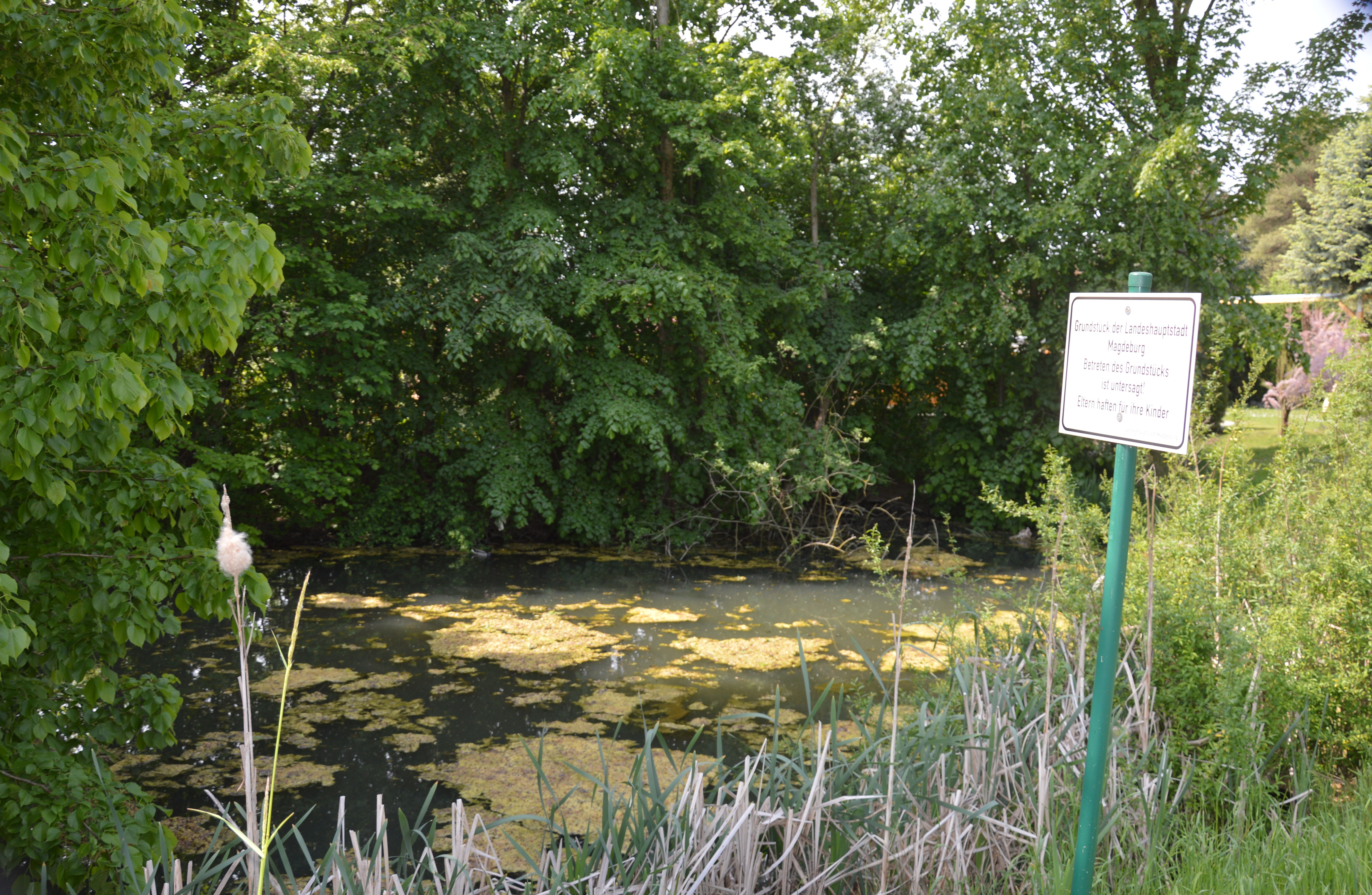
Beyendorfer Teich

Der Beyendorfer Teich ist ein kleiner Teich im Ortsteil Beyendorf des Magdeburger Stadtteils Beyendorf-Sohlen in Sachsen-Anhalt.
Der Teich befindet sich westlich der Straße Zum Bahnhof und ist in Privatbesitz. Sein Durchmesser beträgt etwa 15 Meter, das Ufer ist abgesehen von der Nordseite von Bäumen umstanden.
In einer Karte aus dem Jahr 1882 wird der Teich als Tränke bezeichnet. Ein Ablauf entwässerte den Teich nach Süden in einen dort verlaufenden Graben. Später war er als Löschwasserteich in Nutzung. Am 19. Mai 2016 beschloss der Stadtrat der Landeshauptstadt Magdeburg die Veräußerung des Teichs.